# Hyparrhenia tuberculata
Hyparrhenia tuberculata är en gräsart som beskrevs av Clayton. Hyparrhenia tuberculata ingår i släktet Hyparrhenia och familjen gräs. Inga underarter finns listade i Catalogue of Life.